# 김예리 (1951년)
김예리(金禮利, 1951년 12월 27일 ~ )는 대한민국의 기업인이다. 이화여대 조소학과를 졸업한 후, 이원만 전 코오롱그룹 회장 차남 이동보와 결혼하였으나 이혼하였다. 1984년 10월에 토털 홈 인테리어 사업을 시작했지만 차남 영진이 생후 1년 3개월 때 소아암 판정을 받는 바람에 채 일 년도 안 돼 사업을 포기하였다. 1987년 37세부터 아버지 김종필의 정치 활동 보좌를 시작하였다.

## 가족 관계
- 할아버지 : 김상배 (1887년 ~ 1962년)
- 할머니 : 이정훈 (1899년 ~ 1978년)
- 외할아버지 : 박상희(1905년~1946년)
- 외할머니 : 조귀분(1909년~1993년)
  - 아버지 : 김종필 (1926년 1월 7일 ~ 2018년 6월 23일)
  - 어머니 : 박영옥 (1929년 10월 30일 ~ 2015년 2월 21일)
    - 前 배우자 : 이동보 (1942년 2월 26일 ~ )
      - 장녀 : 이영화 (1975년 ~ )
      - 장남 : 이영덕 (1979년 ~ )
      - 차남 : 이영진 (1983년 ~ )

    - 남동생 : 김진 (1961년 9월 3일 ~ 2023년 12월 4일) 
      - 올케 : 리디아 (1962년 5월 28일 ~ )